# Toilettes publiques

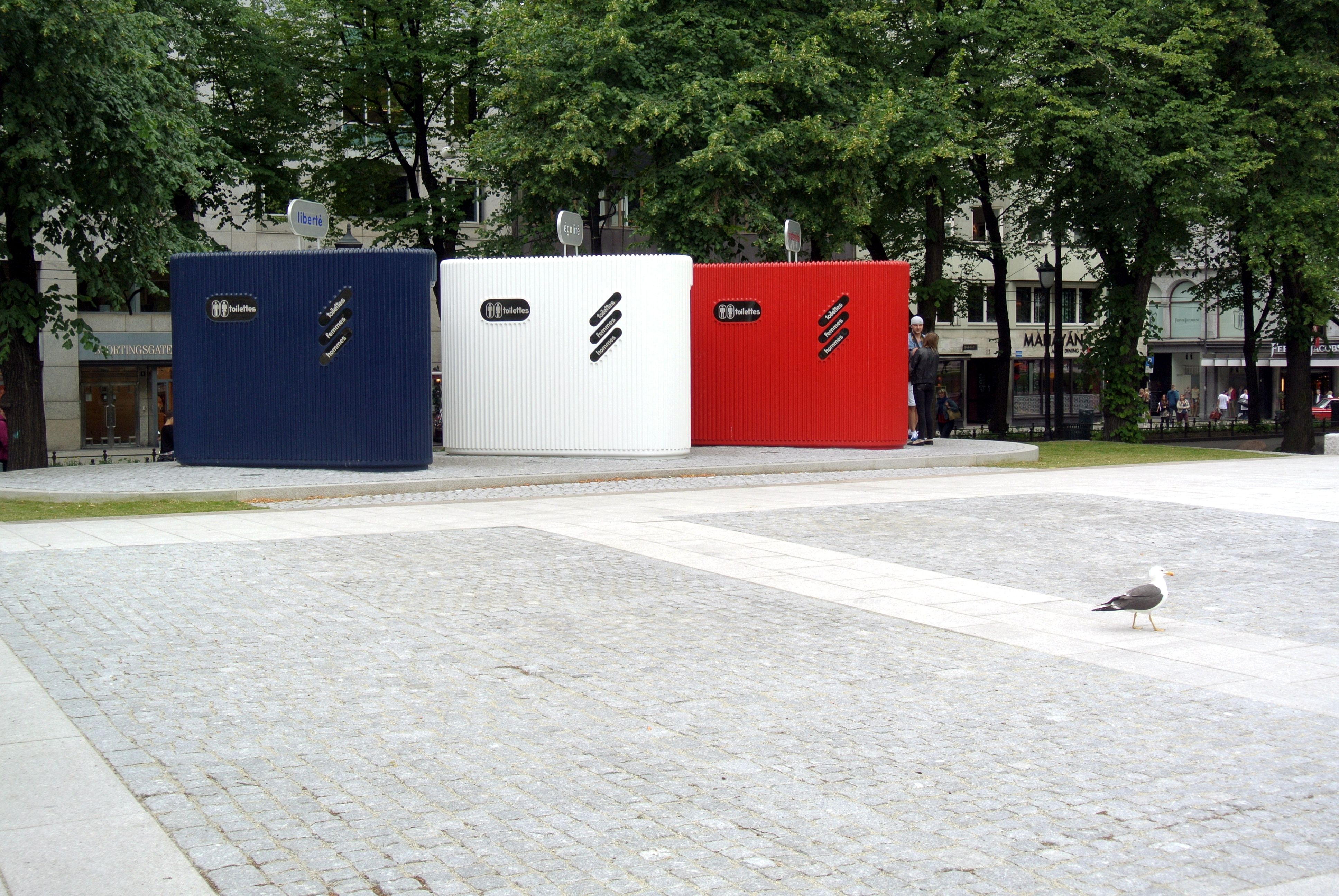
Toilettes publiques françaises au centre d'Oslo.

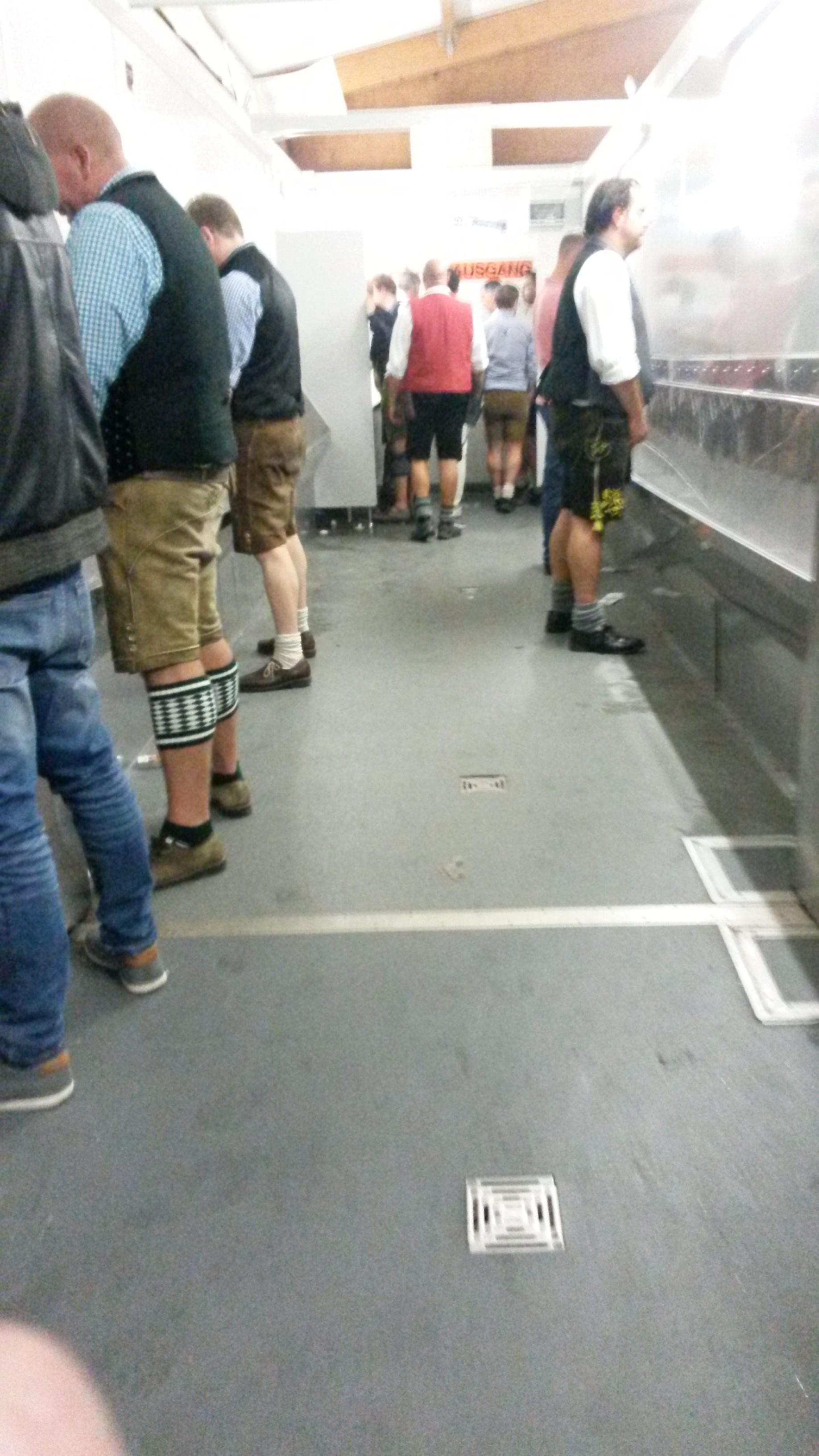
Urinoir collectif à la fête de la bière à Munich en septembre 2016.

Des toilettes publiques sont des toilettes mises à disposition de passants ou de visiteurs d'un site accueillant du public. Elles se distinguent en ce sens des sanitaires utilisés à domicile. Ces installations sanitaires renvoient aussi à des pièces contenant des réceptacles permettant à des personnes de se livrer à leurs besoins de miction ou de défécation.
Les toilettes publiques peuvent être individuelles ou collectives. Quand les toilettes sont collectives, elles présentent des boxes fermés par des cloisons individuelles, ainsi que des lavabos dans un secteur séparé, où typiquement d'autres personnes du même sexe sont présentes, mais parfois totalement mixtes. Il existe également des toilettes collectives où deux cuvettes sont présentes dans une même cabine.

## Histoire

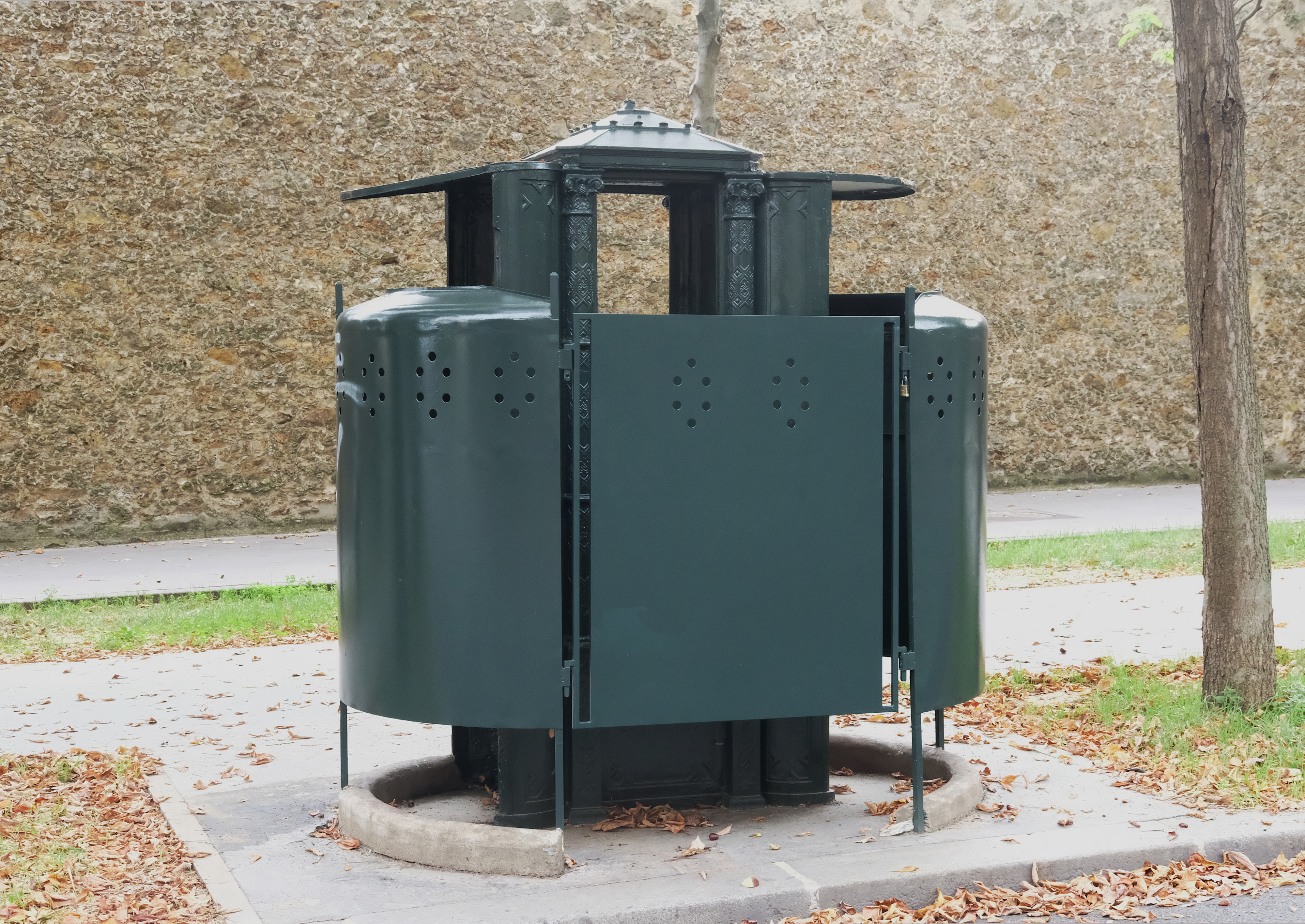
La dernière vespasienne de Paris, située boulevard Arago, derrière le mur de la prison de la Santé.

Chez les Aztèques, il existait des toilettes publiques, faites de roseaux, le long des routes. Elles servaient à collecter les déjections, afin qu'elles servent dans la tannerie.
À Paris, elles étaient dénommées « vespasiennes », ou encore « tasses » dans l'argot homosexuel, et ne présentaient que des urinoirs. Elles apparaissent en 1834 par la volonté du préfet de la Seine, le comte Claude-Philibert de Rambuteau. Raillé par l’opposition, qui a bien vite baptisé l’édicule « colonne Rambuteau », ce dernier lance l’expression « colonne vespasienne », en mémoire de l’empereur Vespasien, à qui l’on avait attribué l’établissement d’urinoirs publics, à Rome. Les sobriquets se multiplient. « Les édicules Rambuteau s’appelaient des pistières. Sans doute dans son enfance n’avait-il pas entendu l’o, et cela lui était resté. Il prononçait donc ce mot incorrectement mais perpétuellement » (Marcel Proust, Le Temps retrouvé, p. 749). Contemporains de Proust, des homosexuels du 16e arrondissement utilisaient le terme codé de « baies », plus chic que l’argotique « tasses », d’autres, plus populaires, les avaient baptisées « Ginette ». Celui de « pissotière », en référence au « trou dans la muraille d’un navire pour laisser s’écouler l’eau de surface », est resté.
Depuis 2014, il existe de la publicité numérique dans les toilettes de bars, restaurants et salles de spectacles à Paris.

## Toilettes payantes
Quelques toilettes publiques peuvent être utilisées gratuitement, mais d'autres exigent un paiement. Celui-ci peut être réalisé de plusieurs façons :
- dépôt sur un plat sans surveillance,
- dépôt dans une boîte avec une fente,
- dépôt dans la fente d'un tourniquet ou d'un ressort porte,
- Paiement par carte en sans contact sur un TPE installé sur le tourniquet d'accès.
- via un préposé, communément appelé « Dame pipi » qui est souvent également responsable du nettoyage.

L'utilisation des toilettes publiques payantes est à l'origine de l'euphémisme britannique pour la miction, « to spend a penny » (« dépenser un sou »).
Dans beaucoup de gares et de stations de bus, des toilettes payantes ont été installées pendant les années 1950 et 1960, mais nombre d'entre elles ont été supprimées par la suite en raison du vandalisme sur le mécanisme des monnayeurs.
La fin de la gratuité des toilettes publiques parisiennes fut votée par le Conseil de Paris le 28 janvier 1980 : les quatre premières sanisettes payantes furent construites, et un contrat de concession de ces « sanisettes » (marque déposée en 1980) entre la Mairie de Paris et la société JCDecaux fut signé en 1991. La gratuité a été rétablie en 2006.

## Toilettes publiques séparées par sexe

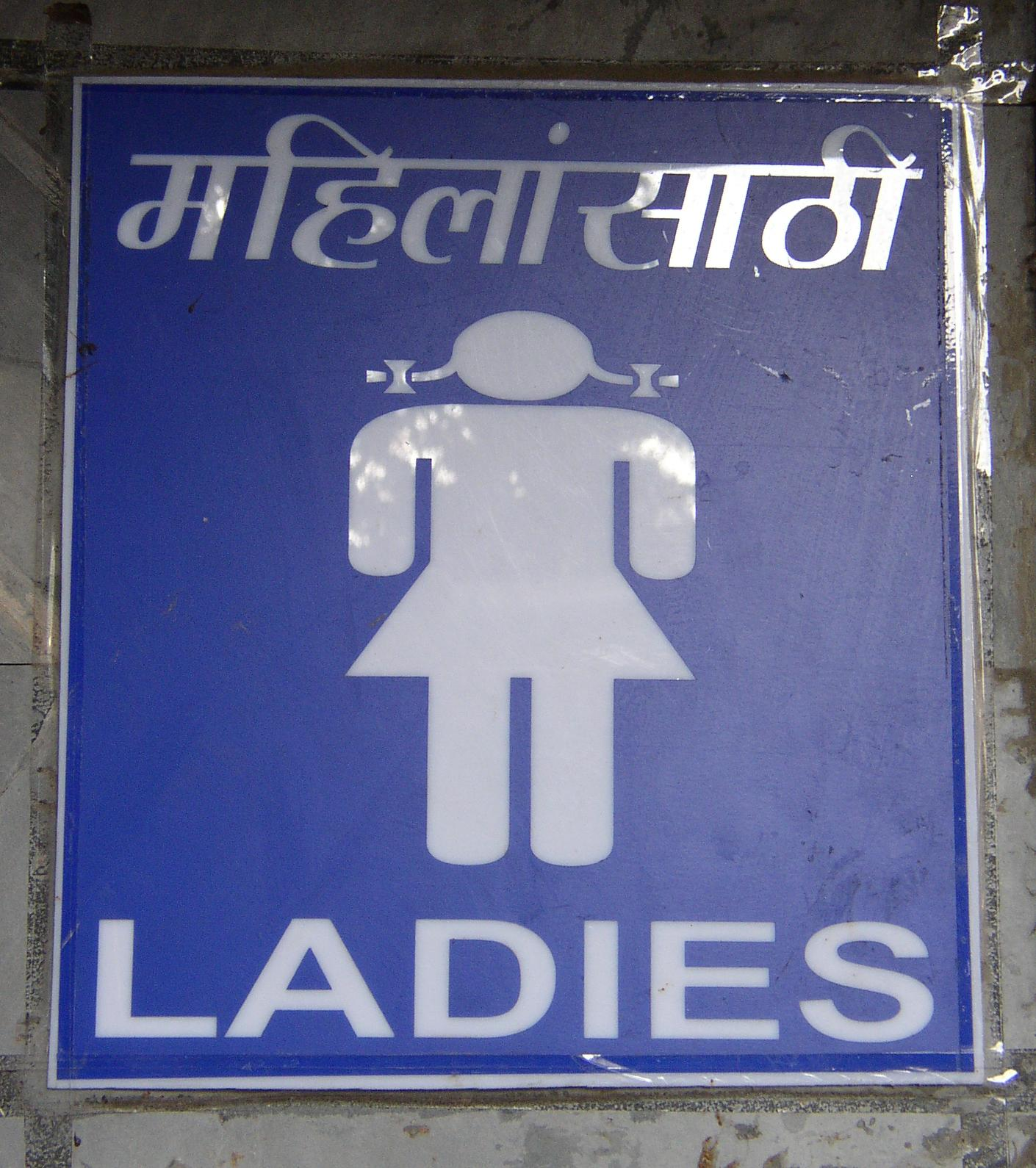
Panneau indiquant des toilettes pour femmes à Mumbai.

Dans les années 1870 aux États-Unis, les toilettes des usines ne sont pas séparées et souvent situées à l'extérieur des bâtiments, avant l'arrivée des toilettes assises modernes. Le Massachusetts est le premier État américain à séparer les toilettes publiques par sexe, au XIXe siècle. En 1920, plus de 40 États américains ont adopté une législation similaire. D'après l'universitaire Terry S. Kogan, cette mesure s'appuie sur l'idéologie de la séparation des sexes, selon laquelle la vertu des femmes doit être protégée en les cantonnant au domicile, à l'éducation des enfants et aux tâches ménagères ; elle est réaffirmée par l'idée que les femmes, intrinsèquement plus faibles que les hommes, doivent être protégées de ceux-ci sur le lieu de travail.
La séparation par sexe est si caractéristique des toilettes publiques que des pictogrammes symbolisant un homme ou une femme sont employés pour les distinguer. Ils ont parfois été critiqués car perpétuant des stéréotypes. L'esprit du législateur est que des personnes de sexe féminin ne soient pas obligées de traverser une salle d'urinoirs où des problèmes d'exhibition pourraient avoir lieu. Ce n'est pas, semble-t-il, un problème d'hygiène dès l'instant où les cabines sont isolées efficacement (impossibilité d'échafauder…).[réf. nécessaire] Le Code du travail exige que les toilettes fréquentées par des femmes soient munies de réceptacles dévolus à l'hygiène féminine. Les équipements réservés aux hommes ont souvent des urinoirs séparés, fixés au mur conçus pour un utilisateur seul, ou un bassin ou une cuvette pour l'usage collectif. Des urinoirs fixés au mur sont parfois séparés par de petites cloisons pour préserver l'intimité, c'est-à-dire pour masquer la vue des parties génitales de l'utilisateur.
Les toilettes publiques séparées par sexe sont une source de difficulté pour certains, par exemple, les personnes accompagnées d'enfants du sexe opposé ou des hommes s'occupant de bébés quand seule la salle de toilette réservée aux femmes a été équipée d'une table à langer prévue pour le changement de couche-culotte.
Il est souvent difficile de négocier les toilettes publiques séparées par sexe pour les personnes transgenres ou les personnes androgynes, qui sont souvent sujettes à l'embarras, au harcèlement, voire à des problèmes avec la police. Des personnes transgenres ont été arrêtées pour l'usage non seulement des salles de bains qui correspondent à leur genre d'identification, mais également de lieux qui correspondent au genre qui leur a été assigné à la naissance.[réf. nécessaire]
Un certain nombre de bâtiments ont des toilettes publiques additionnelles de genre neutre. On en trouve également (mais rarement) dans les institutions homosexuelles ou transgenres et dans les universités ; plus souvent ces toilettes existent pour une raison différente — elles sont marquées, non pour être pour des femmes ou des hommes, mais pour les personnes handicapées (par le symbole international d'accessibilité), et sont en juste proportion équipées pour permettre aux personnes se déplaçant en fauteuil roulant de les employer.
Un autre problème soulevé est celui du nombre insuffisant des toilettes pour femmes. En effet, les architectes prévoient habituellement une superficie et un nombre de cabines égal pour les deux sexes, alors que les hommes utilisent moins les cabines que les femmes. Par ailleurs les femmes passent en moyenne plus de temps dans les toilettes que les hommes, allongeant encore les temps d'attente. Certains lieux publics aux États-Unis et en Chine en tiennent compte et attribuent les cabines selon un rapport H/F variant de 2/3 à 1/5 selon le lieu,.
Les toilettes des logements privés ne sont pratiquement jamais séparées par sexe.
En 2021, au Mexique un restaurant est critiqué pour ne pas appliquer des normes municipales de discrimination par sexe.

## Toilettes dans les transports en commun
On trouve habituellement des toilettes dans les avions et les aéroports, dans les trains (sauf le cas de trains à parcours limité, du type trains de banlieue) et les gares, souvent dans les autobus interurbains ou les cars de voyage longue distance et les bacs, mais pas dans les métros, ni dans les tramways et les autobus urbains.
Dans les trains, les toilettes traditionnelles évacuent directement les déjections sur la voie, d'où la notification qui apparaît dans beaucoup de toilettes de train : « SVP, n'utilisez pas les toilettes lorsque le train est à l'arrêt ou en tunnel ». Dans les trains roulant à plus de 200 km/h, l'étanchéité étant obligatoire, les toilettes sont alors équipées de micro-chasses et d'une cuve sous vide qui est vidangée dans les stations d'entretien des gares terminus. L'eau des chasses est parfois complétée avec des produits chimiques désinfectants ou liquéfiants. Dans les rames, non étanches, ayant des parcours souterrains importants, des systèmes au sol provoquent le verrouillage d'entrée si bien entendu la porte a bien été refermée[réf. nécessaire].
Dans les avions, du fait de la pressurisation, les eaux usées sont stockées durant le vol et sont évacuées lors de l'atterrissage par des camions destinés à cet effet.

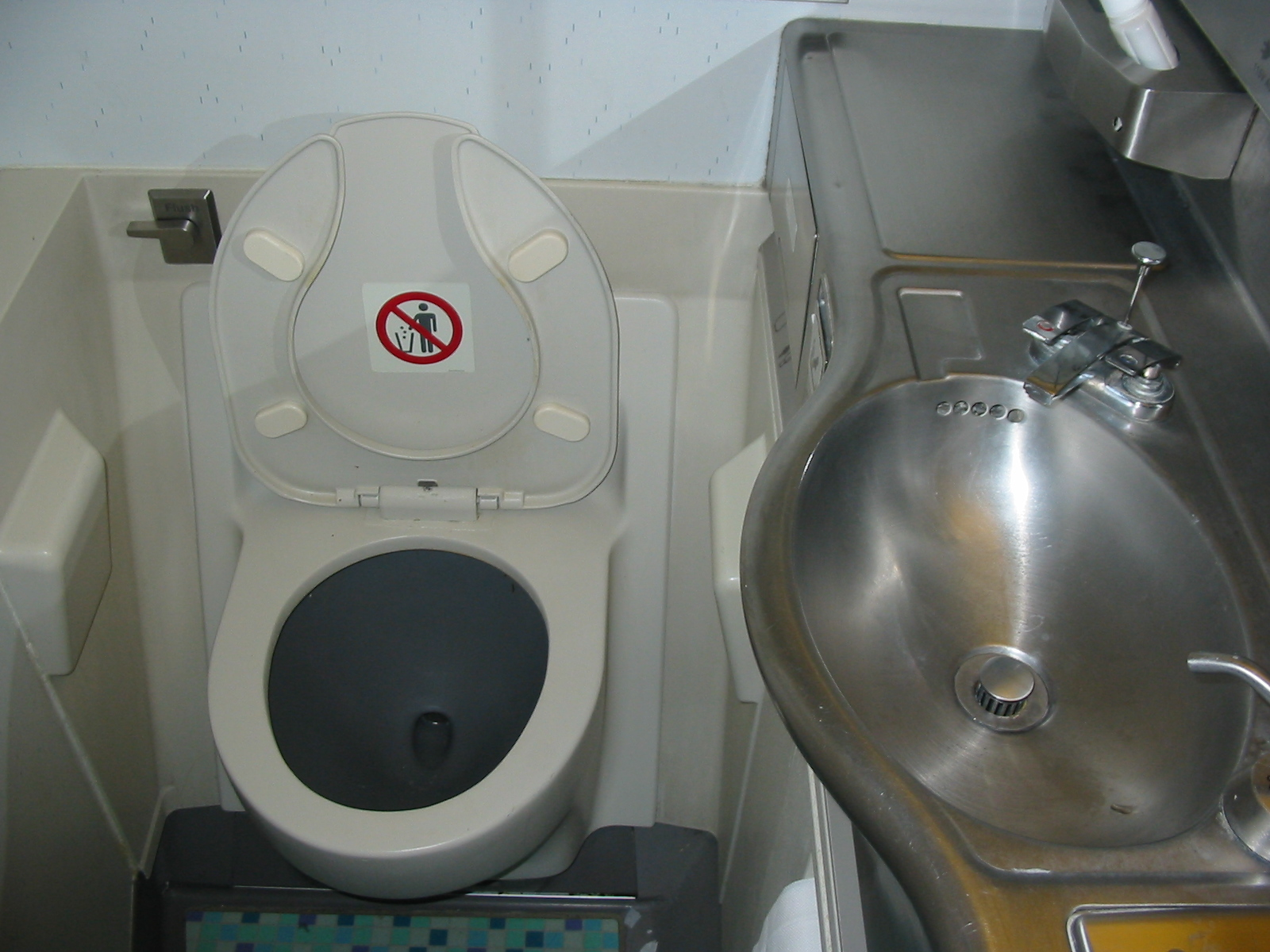
Toilette d'un Boeing 747.
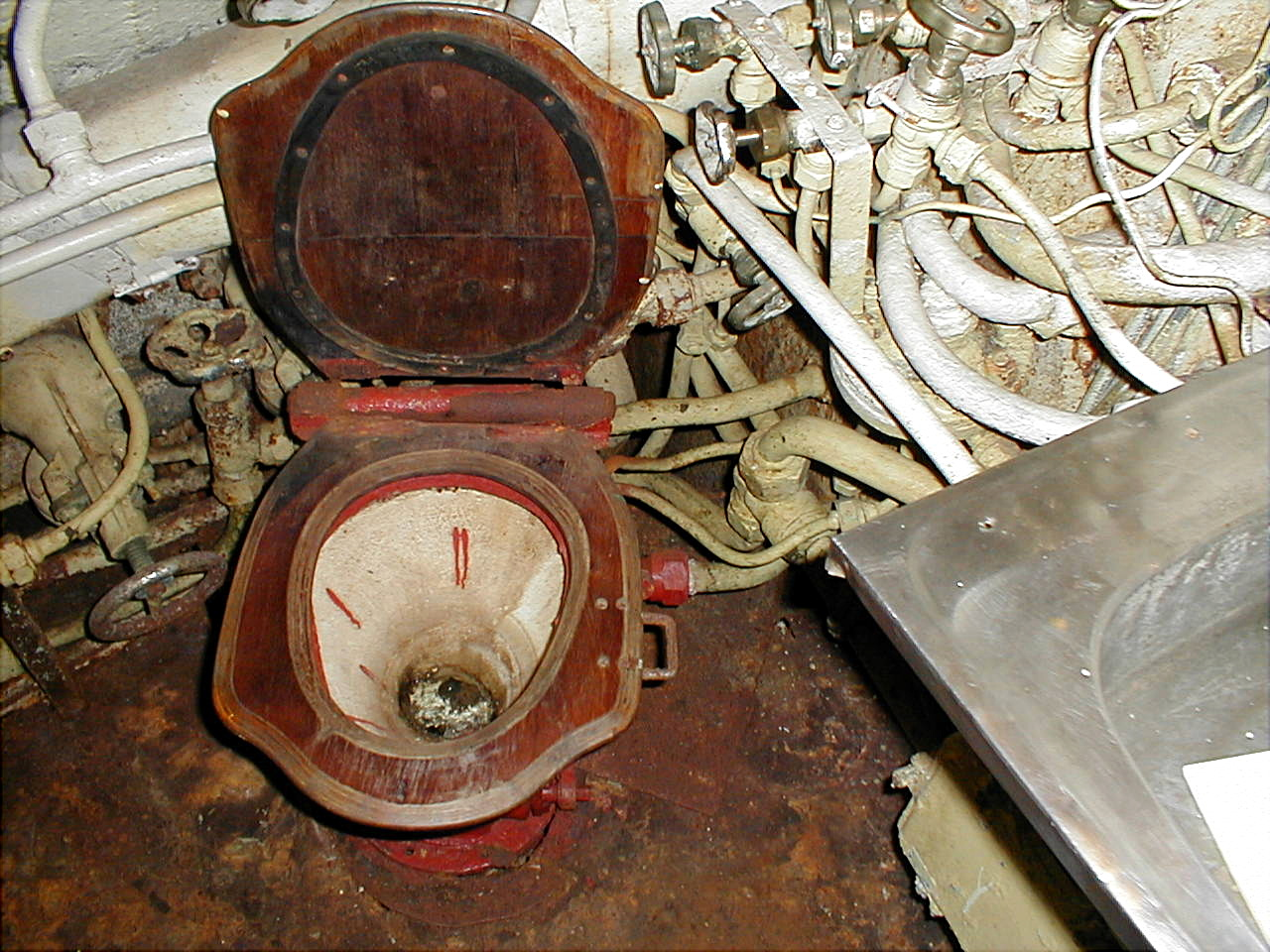
Toilette dans un submersible russe classe Foxtrot.
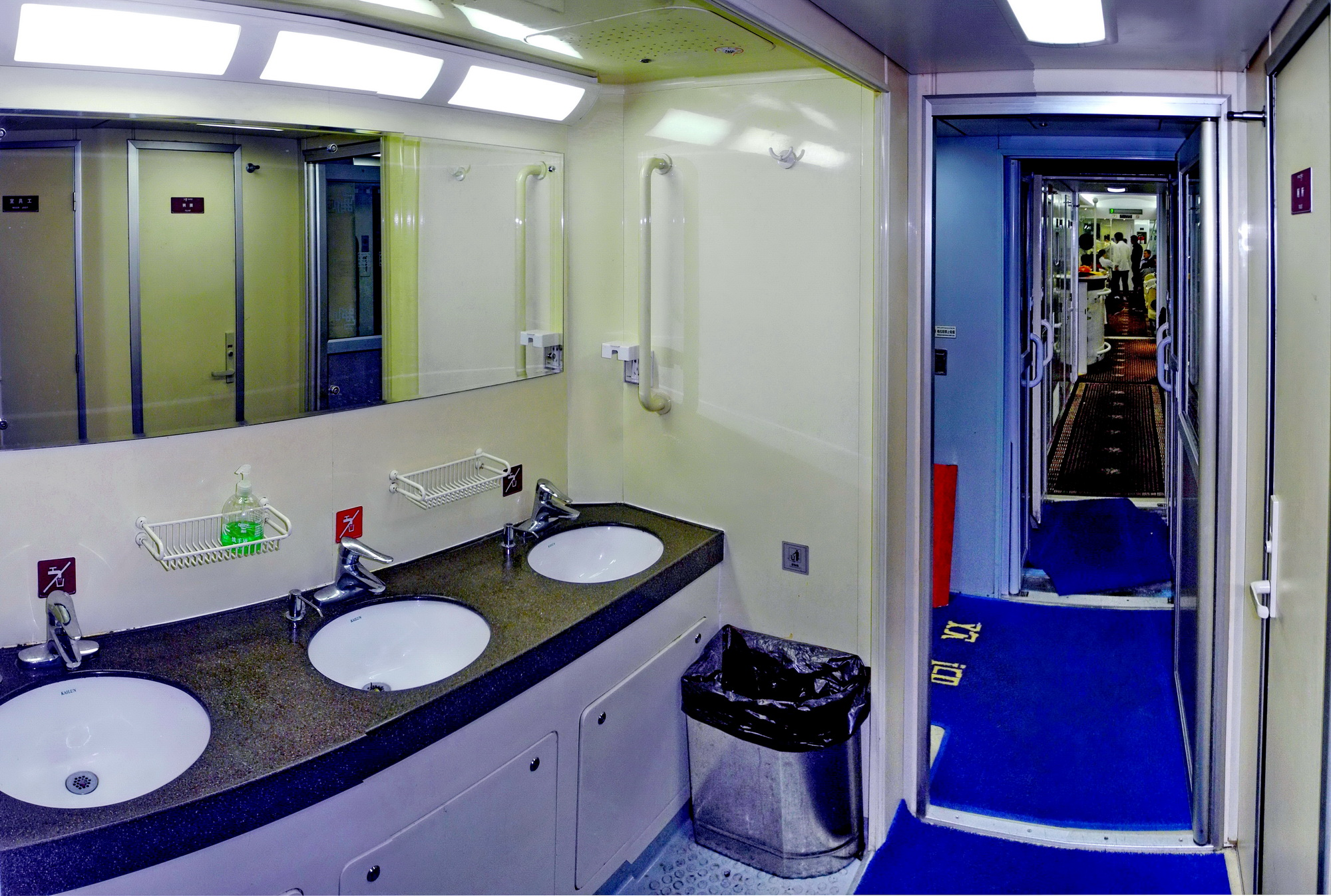
Toilettes dans le train Xining-Lhassa (Ligne ferroviaire Qing-Zang).

## Dans la culture

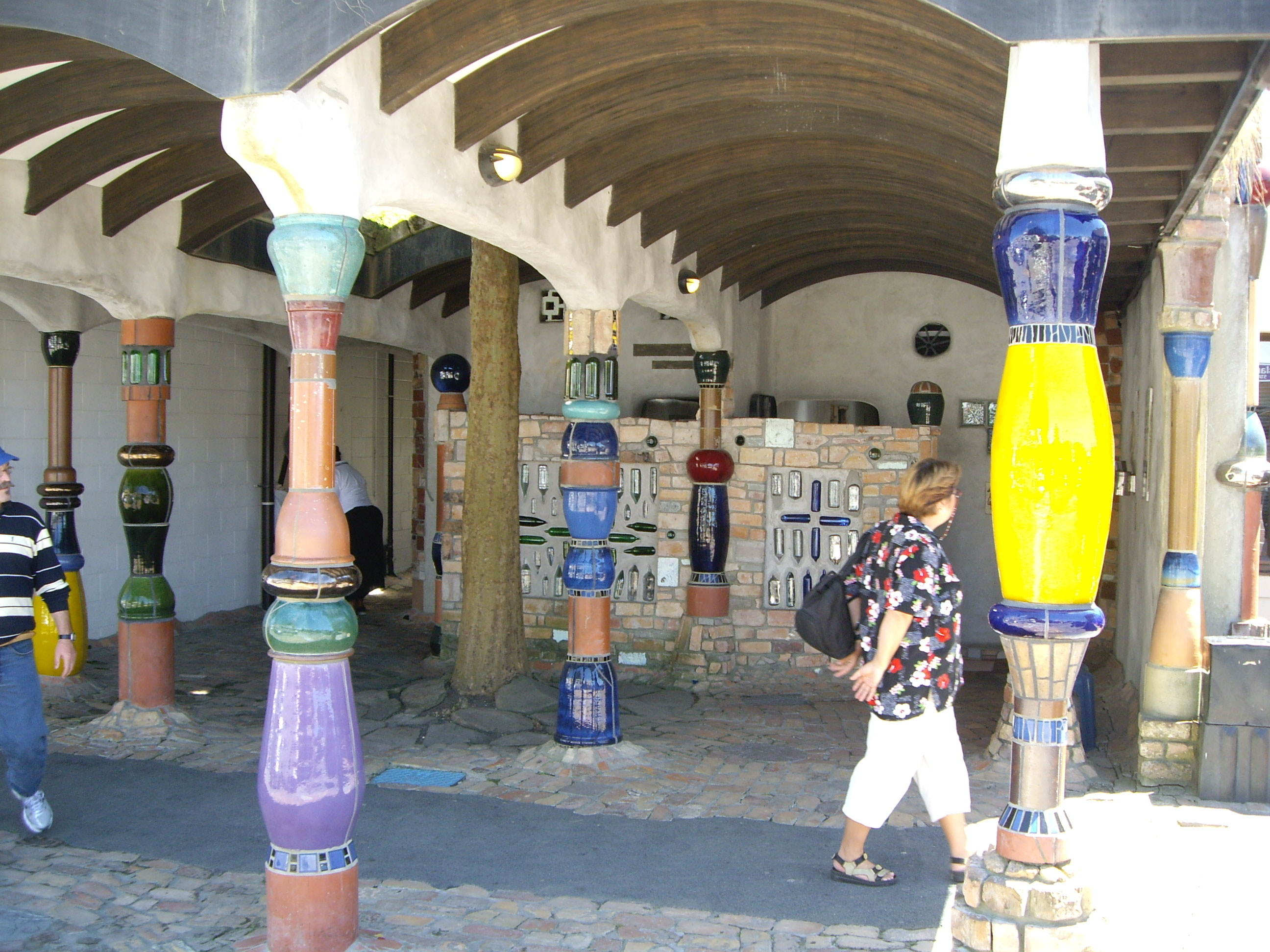
Hundertwasser-toilette à Kawakawa.

L’artiste autrichien Friedensreich Hundertwasser est tombé amoureux de la Nouvelle-Zélande et s’est installé un moment à Kawakawa. En 1998, la ville a souhaité refaire les toilettes publiques, et Hundertwasser s’est proposé comme architecte et artiste.[réf. nécessaire]
La construction de toilettes publiques dans la ville de Clochemerle est le sujet de la nouvelle humoristique éponyme de Gabriel Chevallier.[réf. nécessaire]

## Galerie

Exemples de toilettes publiques à travers le monde
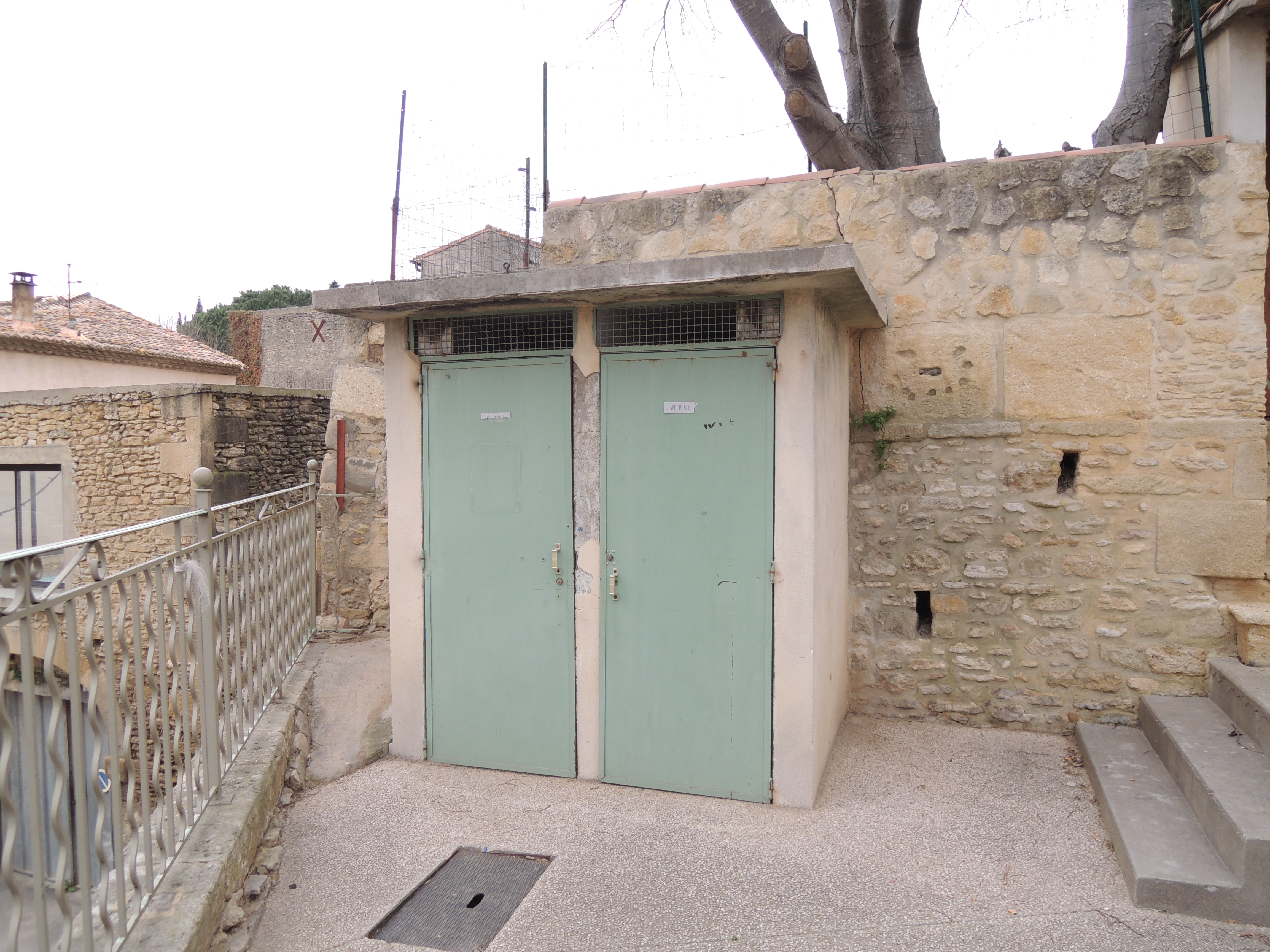
Sernhac, Gard (France).
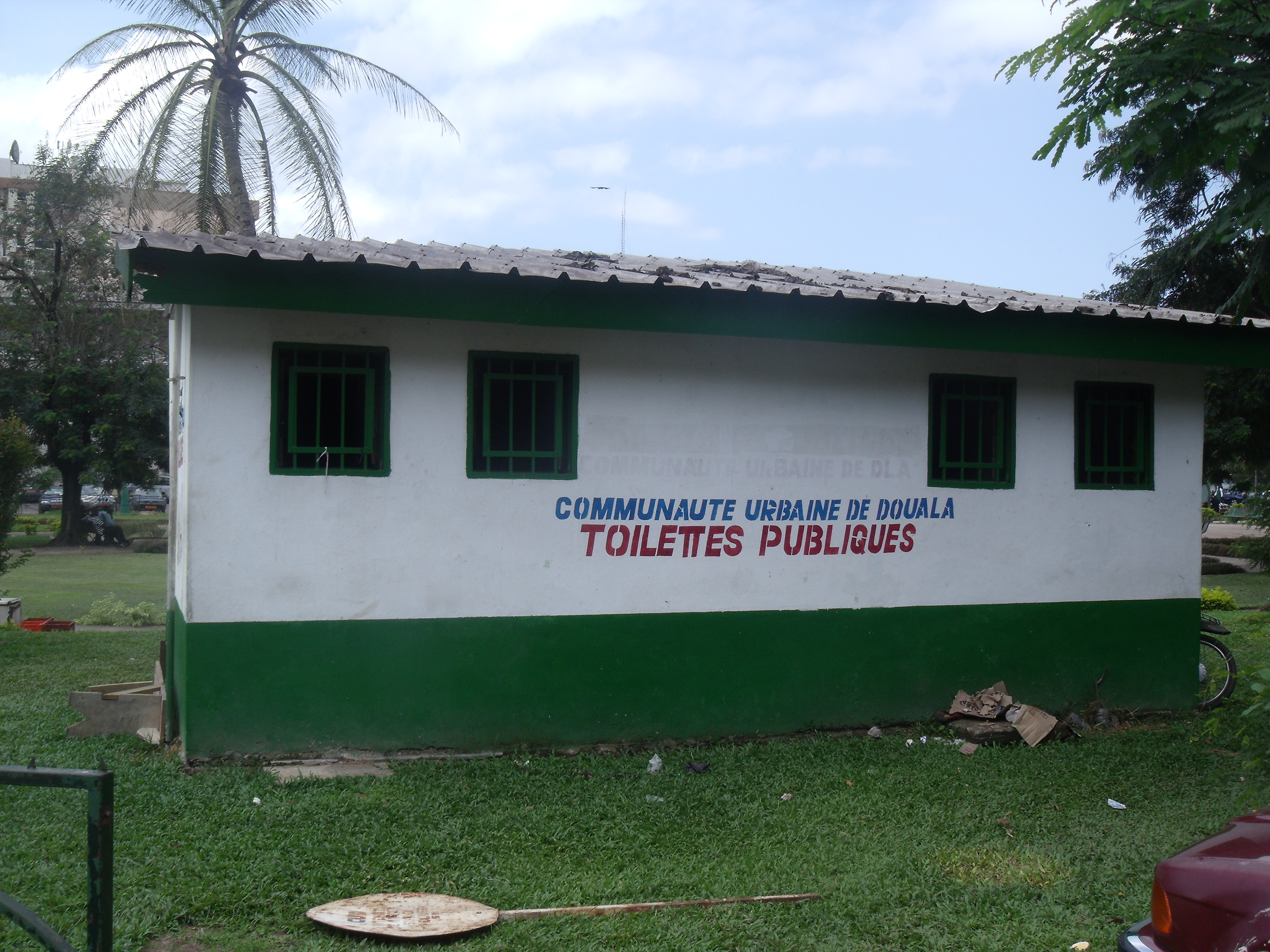
Douala (Cameroun).
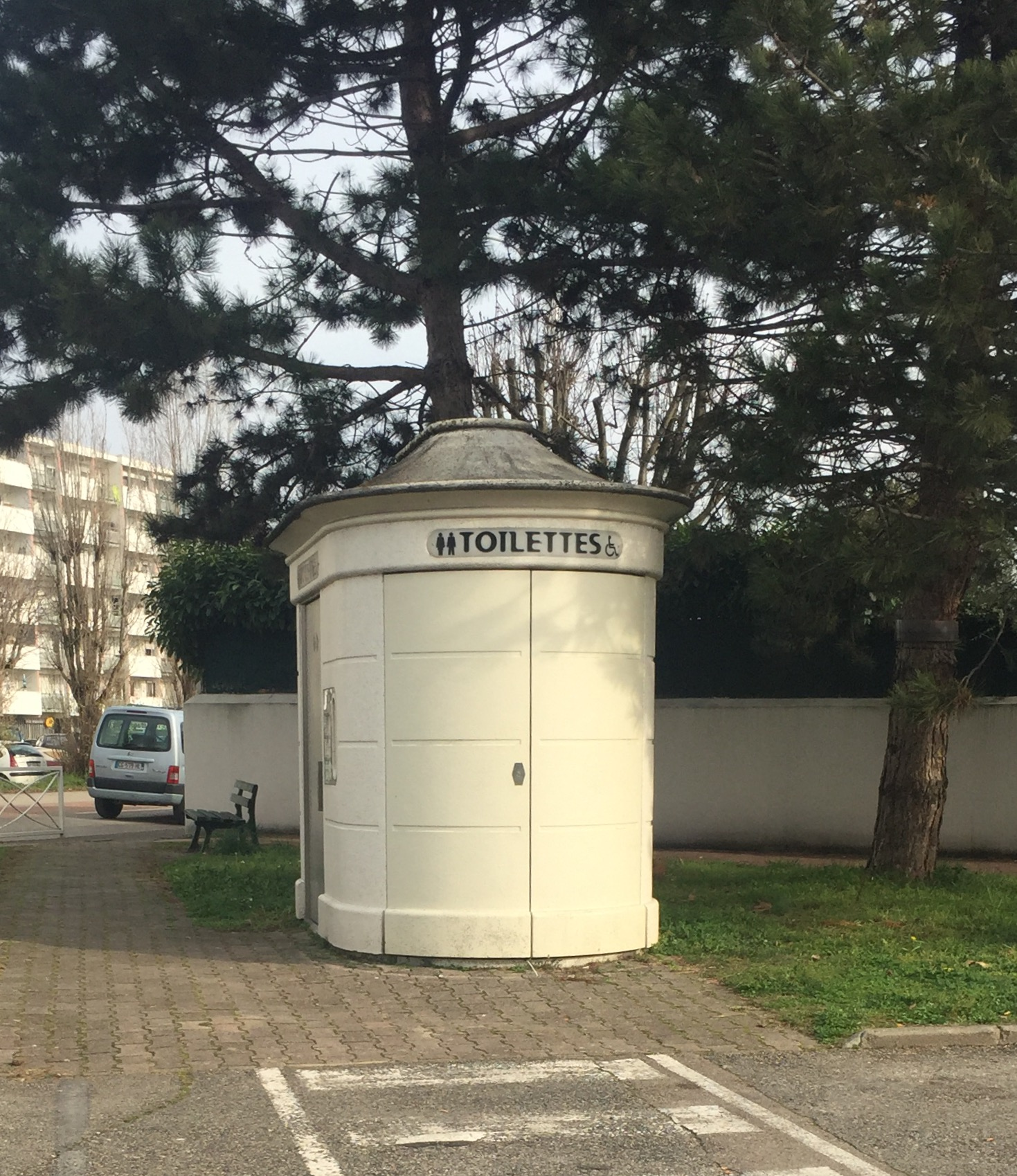
Saint-Maurice-de-Beynost, Ain (France).
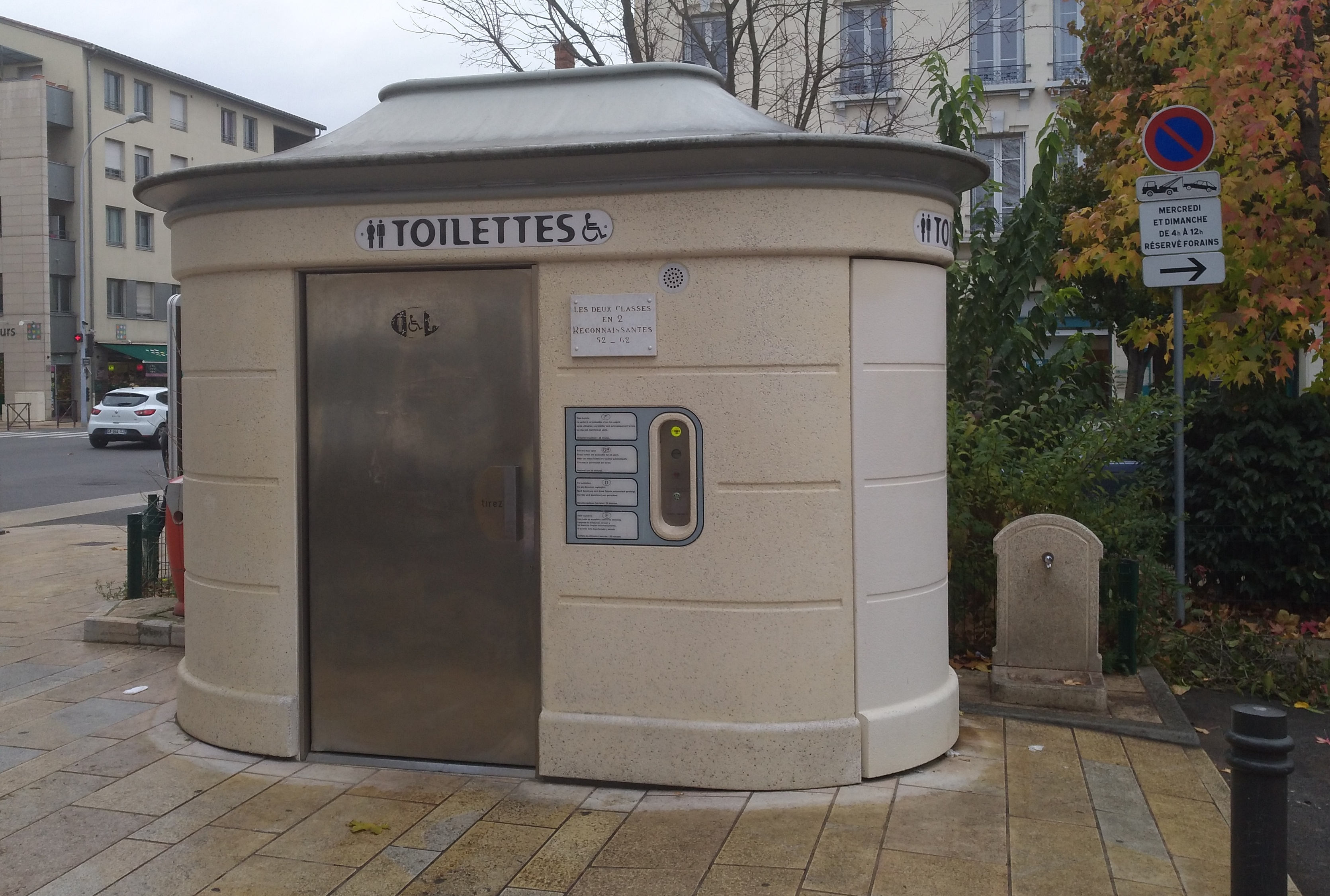
Villefranche-sur-Saône, Rhône (France).
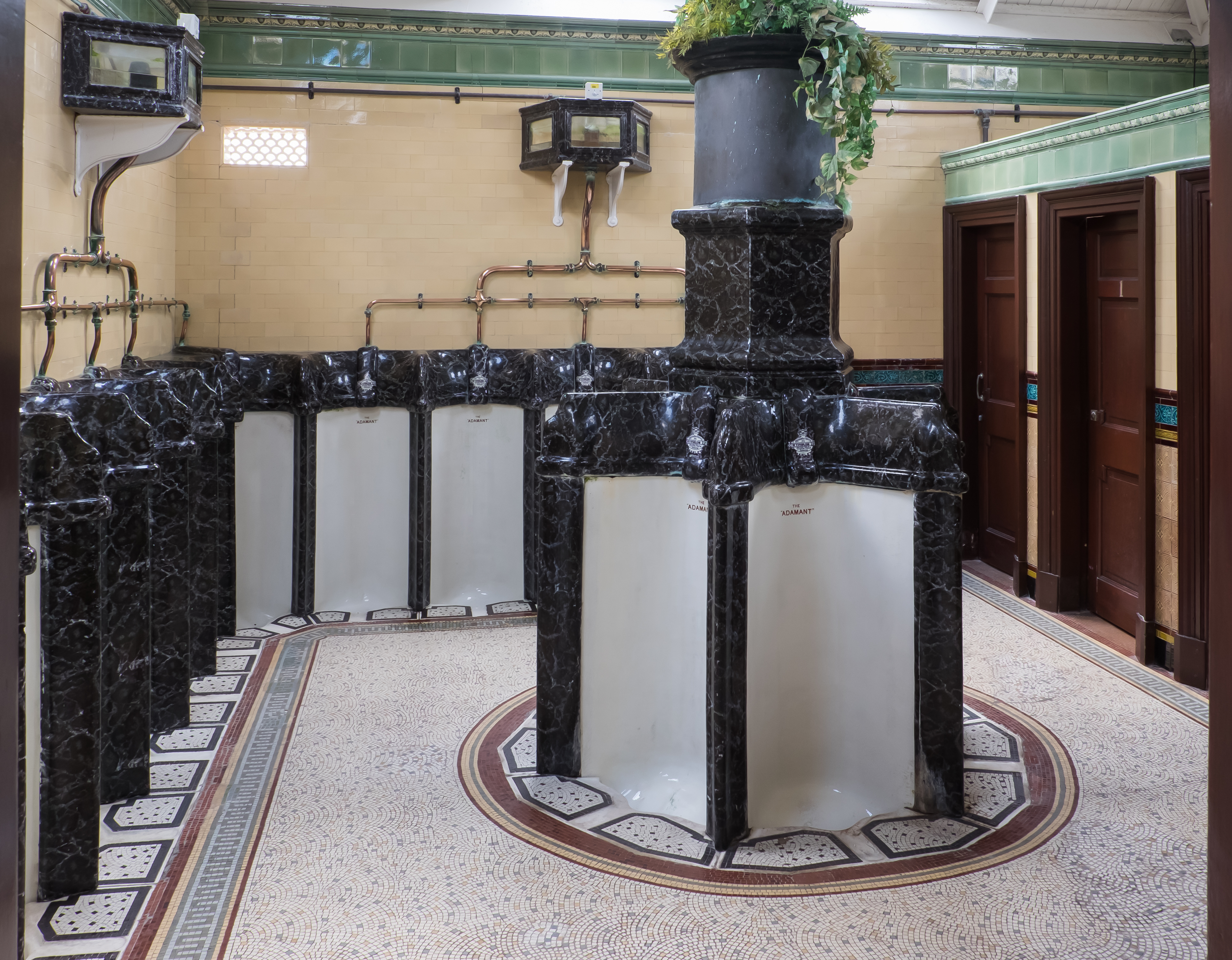
Rothesay, Écosse (Royaume-Uni).
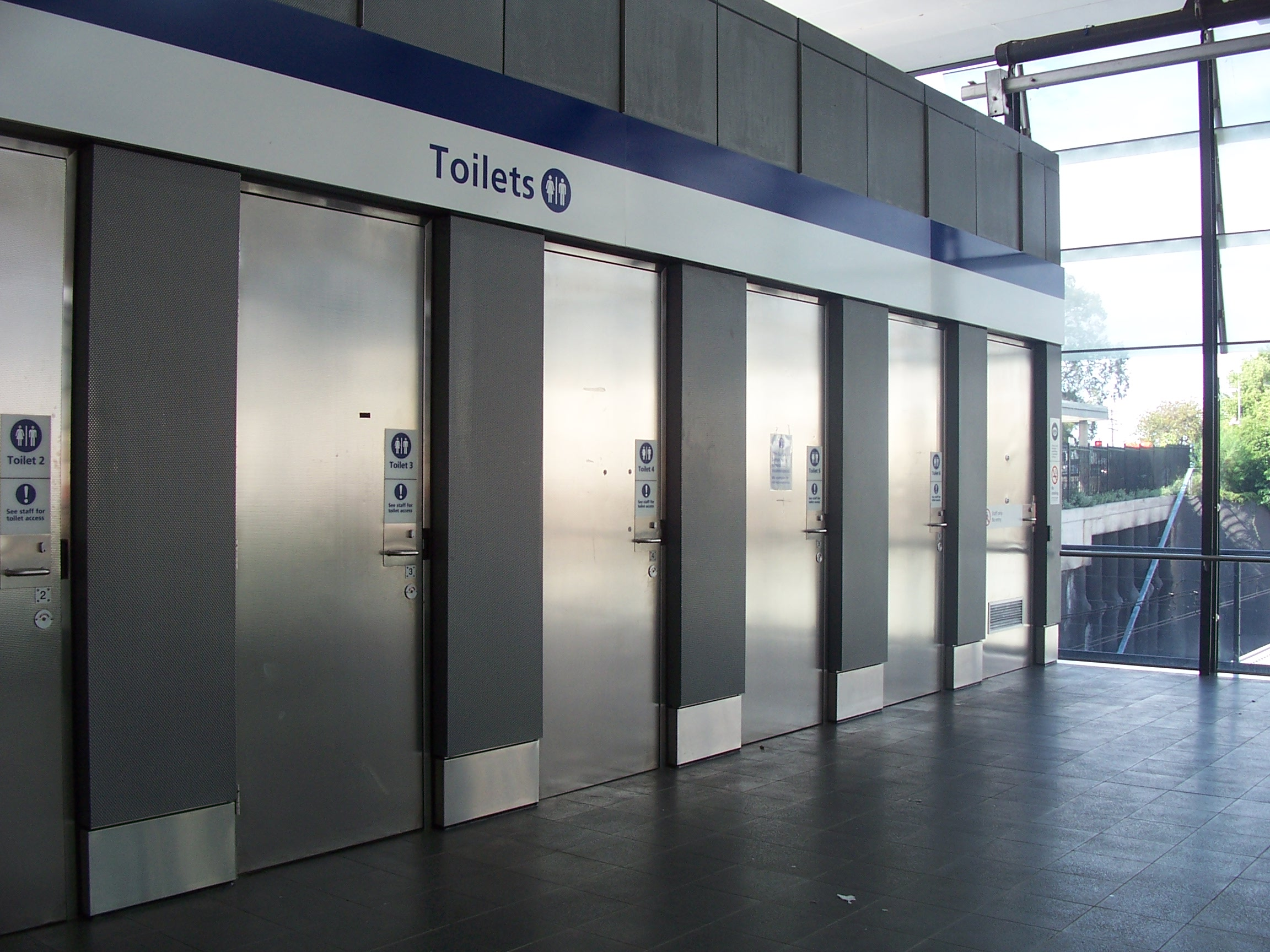
station de métro d'Epping, Sydney (Australie).
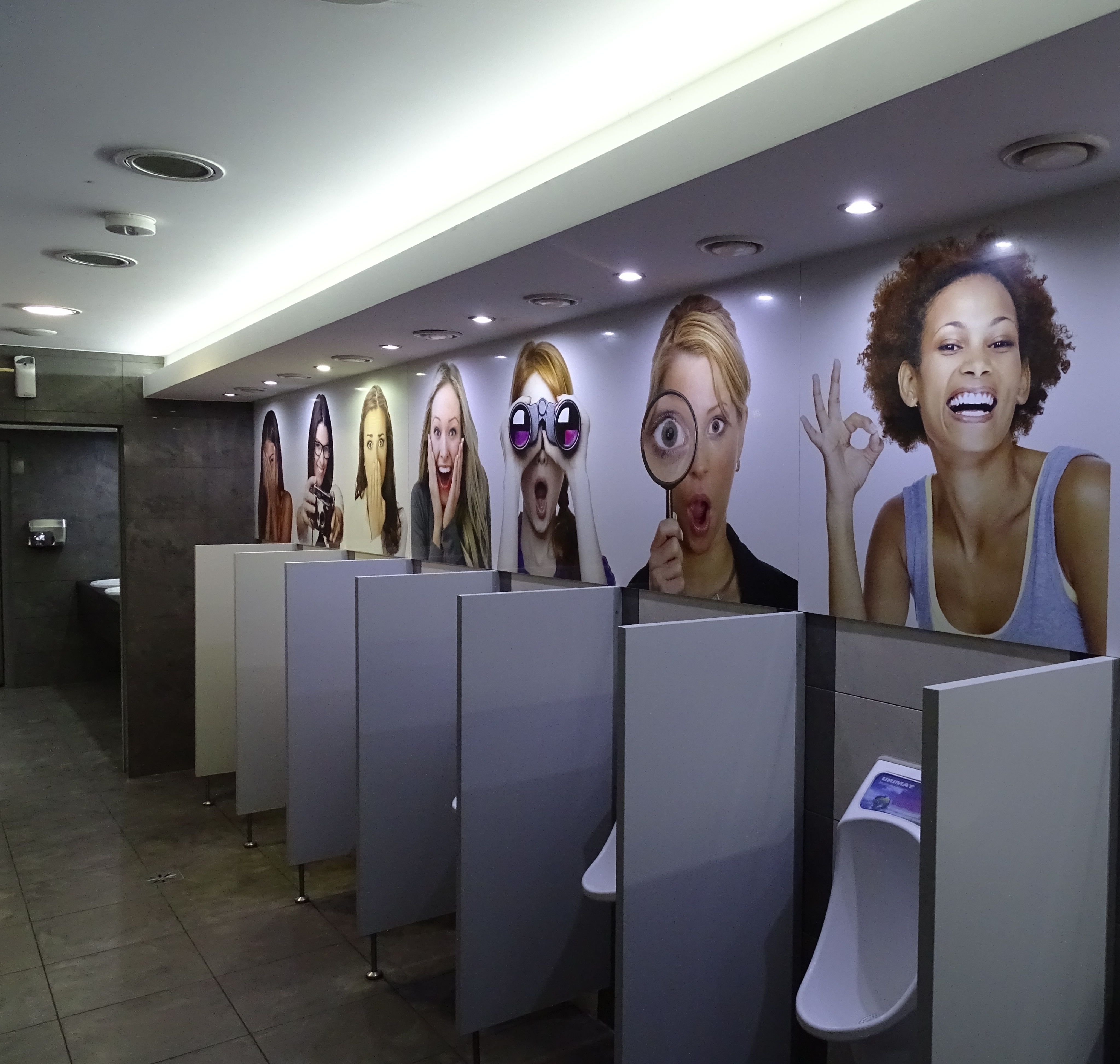
Toilettes publiques à la gare centrale, Gdańsk (Pologne).